# Matteo La Grua
Padre Matteo Gregorio La Grua (Castelbuono, 15 febbraio 1914 – Palermo, 15 gennaio 2012) è stato un presbitero ed esorcista italiano.

## Biografia
È stato l'animatore del gruppo carismatico di Maria del Rinnovamento nello Spirito, movimento di preghiera nato nel 1967 in seno alla Chiesa cattolica e fiorente a Palermo dal 1975.
Entrato nel Seminario dei Frati Minori Conventuali di Montevago ha compiuto gli studi ginnasiali, pronunciando i voti temporanei nell'Ordine Francescano nel 1930 ed i voti solenni a Roma, presso il Collegio Serafico, il 19 marzo 1935. Compiuti gli studi liceali e filosofici a Palermo e gli studi teologici a Roma alla Pontificia Facoltà di S. Bonaventura, si è laureato in Teologia nel 1940. Ha ricevuto l'Ordinazione sacerdotale a Roma il 25 luglio 1937 e ha insegnato teologia nel Collegio dell'Ordine Francescano a Palermo dal 1939 al 1952, e nel seminario arcivescovile e convitto ecclesiastico dal 1960 al 1965. È stato ministro provinciale della Sicilia dal 1971 al 1986, vicario episcopale e presidente del Tribunale ecclesiastico diocesano dal 1952. Il 10 ottobre 1975, il cardinal Pappalardo gli affidò il mandato di guidare i carismatici di Palermo e, da quello stesso anno, servì il Gruppo Maria del Rinnovamento nello Spirito presso la chiesa del S. Cuore della Noce.
Fino agli ultimi giorni di vita di Padre Matteo (scomparso nel gennaio 2012 all'età di 97 anni) i fedeli hanno continuato a bussare alla porta della segreteria, chiedendo un sostegno, una preghiera o un colloquio con il sacerdote che affermava che «i bisogni della gente non vanno mai in pensione. Di conseguenza, nemmeno i sacerdoti».
La Grua è stato anche un esorcista: diverse sono le testimonianze di persone che sarebbero state liberate da possessioni grazie ai suoi esorcismi, oltre che di altre che sarebbero state guarite da mali incurabili per mezzo della potente preghiera del sacerdote.
Il giorno delle esequie, celebrate nell'affollatissima Cattedrale di Palermo dall'arcivescovo Paolo Romeo, erano presenti diverse personalità religiose e laiche.
A Padre La Grua si deve la fondazione del Centro Carismatico Gesù Liberatore nella contrada di Margifaraci a Palermo, che resta un importante simbolo della sua opera. Il centro, sorto su un terreno appartenuto alla mafia e donato da una donna convertita, era stato realizzato anche per incidere nel tessuto sociale di Palermo.

## Opere
- La mia lotta contro il maligno, con Roberta Ruscica, San Paolo Edizioni, 2017, ISBN 978-88-922-12-503
- Io verrò e lo curerò. Cristoterapia, con C. Verso, Palermo, Herbita Editore, 2004.
- Va' e anche tu fa lo stesso, con C. Verso, Palermo, Herbita Editore, 2001
- Caino. Dramma sacro in quattro atti, Palermo, Herbita Editore, 2004.
- Frutti di Stagione. Poesie, Palermo, Sigma Edizioni, 2003.
- Magia e Fede, con G. Costanzo e G. Savagnone, Siracusa, Editrice Istina, 1996.
- Il Cristo nelle pietre preziose, RnS, 1999.
- La preghiera di consolazione, Palermo, Herbita Editore, 1997
- La preghiera di guarigione, Palermo, Herbita Editore, 1987.
- La preghiera di liberazione, Palermo, Herbita Editore, 1985.
- L'accompagnamento spirituale - Rilettura di Tobia, Palermo, Centro Gesù Liberatore.
- Lavati sette volte nel Giordano e sarai guarito, RnS, 2000.
- Le Litanie Lauretane, Palermo, Edizioni Amen, 2007.
- Profeta di Dio, con M. A. Musolesi, Shalom, 2010.
- Mistagogie, Palermo, Sigma Edizioni, 2003.
- Come colui che serve, con S. Martinez, RnS, 1999.
- L'accoglienza. Come attualizzarla efficacemente nella vita comunitaria, con S. Martinez e M. Panciera, Shalom, 1999.
- Spunti per una riflessione vol. 1-2-3-4, Palermo,
- C. Verso, La tua fede ti ha salvato (presentazione di Padre Matteo La Grua), Palermo, Herbita Editrice, 1992.